# Kenneth Williams
Kenneth Charles Williams, född 22 februari 1926 i London, död 15 april 1988 i London, var en brittisk skådespelare. Williams medverkade i 26 av de totalt 31 så kallade Carry On-filmerna, däribland Nu tar vi Cleopatra (1964), Carry On Screaming! (1968) och Kom igen Henry (1971).

## Filmografi i urval
- 1952 – Nätet
- 1953 – Ryttaren i röda kappan
- 1953 – Valley of Song
- 1953 – Allt kan hända i Paris
- 1958 – Nu tar vi sergeanten
- 1959 – Nu tar vi magistern
- 1959 – Tommy som toreador
- 1960 – Nu tar vi polisen
- 1960 – Pälsligan
- 1961 – His and Hers
- 1961 – Oss muntra musikanter emellan
- 1961 – Nu tar vi på oss allt
- 1962 – Nu tar vi till sjöss!
- 1963 – Nu tar vi sjörövaren
- 1964 – Nu tar vi spionen
- 1964 – Nu tar vi Cleopatra
- 1965 – Carry On Cowboy
- 1966 – Carry On Screaming!
- 1966 – Don't Lose Your Head
- 1967 – Follow That Camel
- 1967 – Ta mej på sängen, doktorn
- 1968 – Nu tar vi vicekungen i Khyberdalen
- 1969 – Carry on Camping
- 1971 – Kom igen Henry
- 1975 – Nu tar vi romarna
- 1977 – That's Carry On!
- 1978 – En jycke för mycket
- 1993 – The Thief and the Cobbler (röst)